# 比洛科尼夫卡
49°12′33″N 34°22′2″E / 49.20917°N 34.36722°E
比洛科尼夫卡（羅馬化：Bilokonivka），2016年前称加里宁内（烏克蘭語：Калініне），是烏克蘭中部波爾塔瓦州波爾塔瓦區的村落，處於庫斯托洛沃河畔，分別距離切爾沃尼克維特0.5公里和喬爾比夫卡2公里，海拔高度78米，2001年人口103。